# Cola buntingii
Cola buntingii är en malvaväxtart som beskrevs av E. G. Baker. Cola buntingii ingår i släktet Cola och familjen malvaväxter. Inga underarter finns listade i Catalogue of Life.